# Frederic Löhe
Frederic Löhe (* 12. August 1988 in Engelskirchen) ist ein deutscher Fußballtorhüter.

## Karriere
Löhe, der als Vierjähriger beim TuS Elsenroth mit dem Fußballspielen begonnen hatte und zunächst im Sturm zum Einsatz gekommen war, wechselte in der D-Jugend zum FV Wiehl. Dort wurde er als größter Spieler seiner Mannschaft nach der Verletzung des Torhüters in einem Pokalspiel zwischen die Pfosten gestellt. In der Folgezeit erhielt er erstmals eine Einladung zu einem Sichtungslehrgang am DFB-Stützpunkt Bergneustadt. Sowohl dort als auch in seinem Verein spielte er aber zunächst einmal wieder als Feldspieler im Mittelfeld.
In der C2-Jugend wechselte Löhe zum 1. FC Köln, bei dem er bereits während seiner Wiehler Zeit teilweise parallel als Torwart mittrainiert hatte, nachdem er den Kölner Verantwortlichen beim DFB-Stützpunkttraining aufgefallen war. 2004 wechselte er aus der Jugendabteilung des 1. FC Köln nach der B2-Jugend in die Jugendabteilung des rheinischen Rivalen Borussia Mönchengladbach. In der Saison 2007/08 war er in der Lizenzmannschaft dritter Torwart hinter Kasey Keller und Christofer Heimeroth und reiste erstmals im Januar 2007 mit der Profimannschaft ins Trainingslager, bei dem er Co-Trainer Jos Luhukay überzeugen konnte, so dass er fortan bei den Profis verblieb. Dies nahm Löhe als Anlass, seine schulische Ausbildung nach dem Fachabitur zu beenden.
Frederic Löhe bestritt zwischen 2006 und 2012 in der 2. Mannschaft von Borussia Mönchengladbach insgesamt 86 Spiele in der Regionalliga Nord, Regionalliga West und der Oberliga Nordrhein. Am 28. Oktober 2008 gab er gegen den VfL Wolfsburg (0:3) sein Debüt in der Bundesliga, weil Uwe Gospodarek verletzt war und Heimeroth nur als zweiter Torwart auf der Bank saß. Zur Saison 2010/11 wurde Löhe an den Drittligisten SV Sandhausen ausgeliehen. Ein geplanter Wechsel zum SC Paderborn 07 im Sommer 2011 kam nicht zustande. So kehrte er zu Borussia Mönchengladbach zurück, kam dort jedoch zu keinem weiteren Einsatz. Zur Saison 2012/13 wechselte er zum SV Babelsberg 03 in die 3. Fußball-Liga.
Nach einer Spielzeit wechselte Löhe nach dem Abstieg mit dem SV Babelsberg zur Saison 2013/14 zu Alemannia Aachen in die Regionalliga West. Im April 2015 verlängerte er seine auslaufende Vertragslaufzeit bei den Aachenern bis 2017. Gemeinsam mit Peter Hackenberg und Bastian Müller wurde Löhe im Dezember 2015 suspendiert und freigestellt. Sie durften am Training der 2. Mannschaft teilnehmen, spielten jedoch im Kader von Alemannia Aachen keine Rolle mehr. Im Januar 2016 wurde Löhes Vertrag aufgelöst.
Kurz darauf wechselte er zum TSV Steinbach. Sein Vertrag lief bis zum 30. Juni 2019. In Steinbach war er als Nummer 1 gesetzt. Löhe gewann am 21. Mai 2018 mit dem TSV Steinbach den Hessenpokal und zog so in den DFB-Pokal ein.
Nachdem er in der Hinrunde 2018/19 seinen Stammplatz verloren hatte, bat er um Vertragsauflösung zum Jahresende. Am 15. Januar 2019 schloss er sich daraufhin bis zum Saisonende 2021/22 dem FC Gießen an und ist hiernach vereinslos.
Seit der Saison 2022/23 spielt Löhe für den SV Schönenbach in der Bezirksliga.
Mit der Ü32 des SV Schönenbach schied er am 8. Mai 2023 im Achtelfinale des Kreispokals mit 5:2 (1:1) gegen den SSV Wildbergerhütte-Odenspiel aus.

## Auswahlmannschaften
Bereits in seiner Zeit als Jugendspieler bei Borussia Mönchengladbach war er Teil der Niederrhein-Auswahl und wurde zweimal zu DFB-Lehrgängen berufen. Ein Länderspiel absolvierte Löhe, der mit Sven Ulreich, Tobias Sippel und Ralf Fährmann starke Konkurrenz in Reihen der DFB-Elf hatte, aber nicht.

## Erfolge
- Hessenpokalsieger mit dem TSV Steinbach in der Saison 2017/2018